# Fabeln von La Fontaine

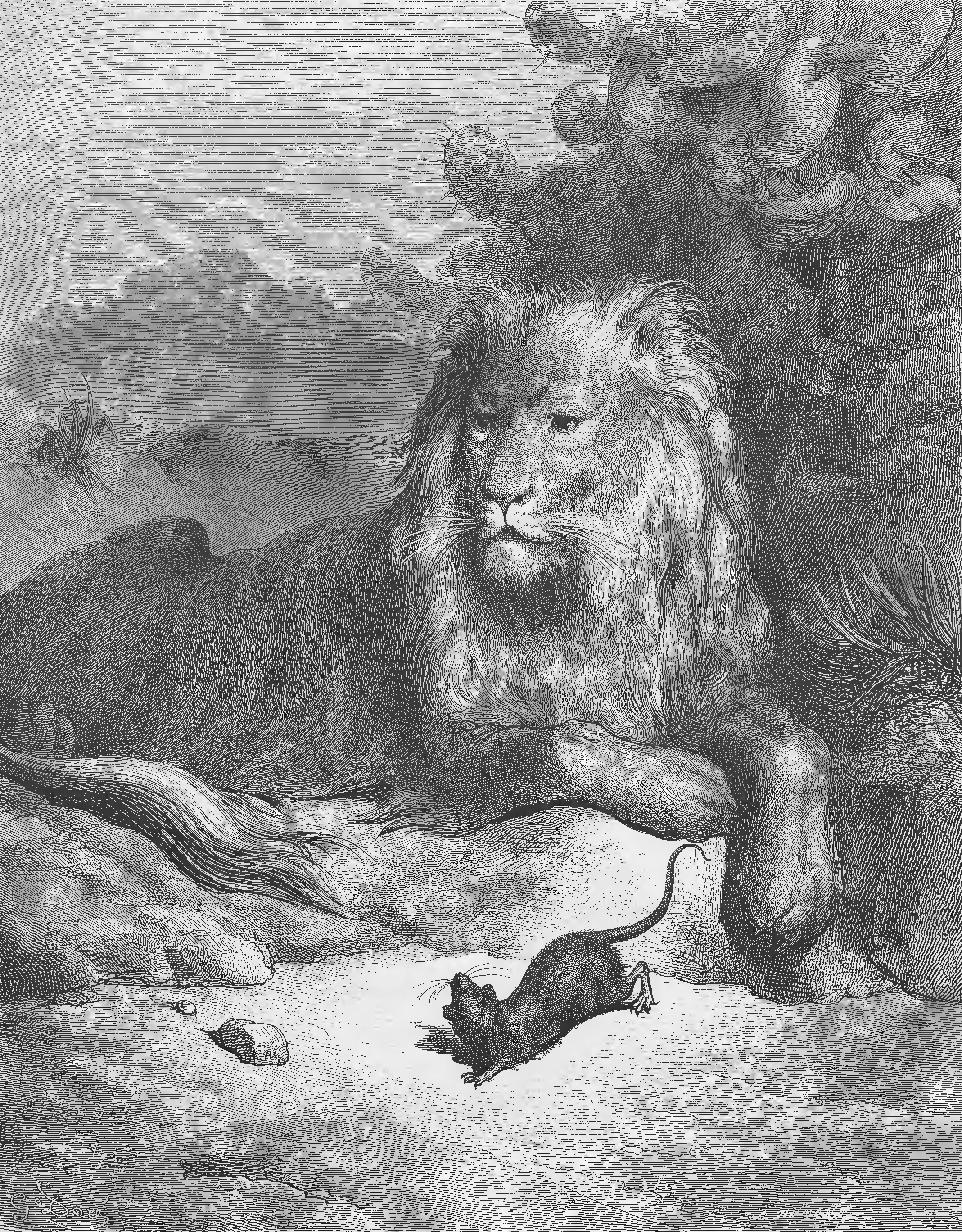
Gustave Doré: Illustration von Der Löwe und die Ratte, 1876

Die Fabeln von La Fontaine sind 243 allegorische Fabeln des französischen Schriftstellers Jean de La Fontaine. Sie wurden zwischen 1668 und 1694 in drei Bänden herausgegeben und beruhen zum überwiegenden Teil auf Fabeln von Äsop, Babrios und Phaedrus sowie indischer Literatur. Sie stellen anthropomorphe Tiere in den Mittelpunkt, sind in freien Versen geschrieben und enthalten eine explizite oder implizite Moral, die entweder an den Anfang oder ans Ende der Fabel gestellt wird. Die Sammlungen waren zwar den Nachkommen des königlichen Hofstaats gewidmet, wandten sich jedoch grundsätzlich an eine erwachsene Leserschaft. Seit dem 19. Jahrhundert wurden sie für pädagogische Zwecke herausgegeben und sind bis heute fester Bestand des Lehrstoffs in französischen Grundschulen.

## Geschichte der Erstausgabe
Der erste Band der Fabeln erschien 1668, einige Jahre nach den englischen Paraphrasen von Äsops Fabeln von John Ogilby, und war dem siebenjährigen Grand Dauphin gewidmet, dem Sohn des französischen Königs Ludwig XIV. La Fontaine war damals Teil des Hofstaats von Margarethe von Lothringen, einer Tante des Königs Ludwig XIV., und residierte bis zu ihrem Tod im Jahre 1672 in ihrem Wohnsitz im Palais du Luxembourg.
Die Fabeln der zweiten Sammlung von 1678 sind meist länger, dichterisch aufwändiger ausgeschmückt und beruhen teilweise auf Erzählungen aus der altindischen Sammlung Panchatantra, die von La Fontaine dem indischen Weisen Pilpay zugeschrieben werden. Daneben tritt vor allem in den sogenannten „Löwenfabeln“, wie beispielsweise Der Hof des Löwen, Der Löwe, der Affe und die beiden Esel oder Der Löwe, der in den Krieg ziehen wollte die Gesellschaftskritik deutlicher zutage. In verhüllter Form spricht La Fontaine hier die Willkür und die Kriegspolitik von Ludwig XIV., Rechtsverletzungen oder die Ohnmacht der Schwachen an.
Die dritte und letzte Sammlung wurde nach einer schweren Krankheit des Autors 1694 einige Monate vor seinem Tod herausgegeben. Der über siebzigjährige Autor war inzwischen eine allgemein respektierte Persönlichkeit und Mitglied der Académie française geworden. Er widmete sein Werk dem Herzog von Burgund, dem Enkel von Ludwig XIV. Der damals zwölfjährige Prinz lieferte dem alten Dichter das Thema für eine seiner letzten Fabeln: Die alte Katze und die junge Maus.

## Stil und Bedeutung
Die meisten Fabeln La Fontaines sind in unregelmäßigen Versen geschrieben, so dass sich der Stil der Prosa annähert. Allerdings handelt es sich dabei nicht um die seit dem 20. Jahrhundert üblichen reimlosen freien Verse. Zwar variiert die Anzahl Silben von Vers zu Vers, doch stets fügt der Autor zumindest eine Assonanz oder einen Reim ein.
Bereits in seiner Vorrede zur ersten Ausgabe bekannte sich La Fontaine zu seinen Vorbildern Äsop, Phaedrus und dem indischen Weisen Pilpay und unterrichtete das Lesepublikum über die Absicht seines Werkes: „durch einige Zutaten den Fabeln einen neuen und frischen Reiz zu geben“. In dieser Vorrede sprach er die Hoffnung aus: „Vielleicht erweckt meine Arbeit in anderen die Lust, das Unternehmen weiter fortzuführen.“ Diesem Wunsch kamen im 18. Jahrhundert Christian Fürchtegott Gellert, Gotthold Ephraim Lessing, der Russe Iwan Andrejewitsch Krylow, der Pole Adam Naruszewicz oder der Spanier Félix María Samaniego nach. Im 20. Jahrhundert waren es u. a. Bertolt Brecht, Rudolf Kirsten, Wolfdietrich Schnurre oder Helmut Arntzen, die mit ihren Fabeln die Schwächen der modernen Gesellschaft aufzeigten.
Zusammen mit den Tragödien von Pierre Corneille und Jean Racine sowie den Komödien von Molière gehören La Fontaines Fabeln bis heute zum Grundstock der stilistisch maßgeblichen französischen Klassik des 17. Jahrhunderts.

## Thematik
In der Welt von La Fontaines Fabeln setzt sich in der Regel körperliche Stärke und List durch, wodurch die Grausamkeit der absoluten Monarchie unter Ludwig XIV. zum Ausdruck kommt. Diese Werke, stets ein Spagat zwischen Kritik und Loyalität, stellen eine maskierte Satire dar. Allerdings will der Dichter keineswegs einem gewaltbereiten, skrupellosen Machiavellismus zum Durchbruch verhelfen, sondern beschränkt sich als Humanist darauf, dem kindlichen Geist unrealistische Vorstellungen über allgemein herrschende menschliche Güte auszureden.